# Legacy Series
The Legacy Series (deutsch etwa: Reihe 'Das Erbe (von) [...]' ) ist eine englischsprachige historische Buchreihe, die in loser Folge in Oxford bei der Clarendon Press seit den 1920er Jahren erschien. Verschiedene Fachgelehrte haben an ihr mitgewirkt.

## Übersicht
Die folgende Übersicht erhebt keinen Anspruch auf Aktualität oder Vollständigkeit (angegeben werden gelegentlich auch spätere Auflagen usw.):
- The legacy of Egypt. S. R. K. Glanville. Oxford, Clarendon Press [1963]; 2. ed. (completely revised) hrsg. von James Renel Harris. Oxford, Clarendon Press, 1971.
- The legacy of Rome. Cyril Bailey. Oxford: Clarendon Press, 1968.
- The legacy of China. Raymond Stanley Dawson. Oxford, Clarendon Press, 1964.
- The legacy of the Middle Ages. Charles George Crump; E. F. Jacob; Oxford, At the Clarendon Press, 1969.
- The legacy of Greece: essays by Gilbert Murray. Richard Winn Livingstone. Oxford, Clarendon Press, 1921 / 1924 / 1962.
- The legacy of Israel : essays. Charles Singer; Edwyn Robert Bevan; Israel Abrahams; George Adam Smith, Sir; Oxford, Clarendon Press, 1944.
- The legacy of Islam. Joseph Schacht; Clifford Edmund Bosworth; Thomas Walker Arnold, Sir. Oxford, Clarendon Press, 1974. / Mit Alfred Guillaume.[1]
- The legacy of Persia. A. J. Arberry. Oxford, Clarendon Press, 1989.

- The legacy of India. Geoffrey Theodore Garratt; Lawrence John Lumley Dundas Zetland, marquis de.; Oxford, Clarendon Press, 1967.
- The pageant of Greece. R. W. Livingstone. Oxford, Clarendon Press, 1968.
- The mission of Greece : some Greek views of life ... Richard Winn Livingstone. Oxford, at the Clarendon Press, 1949.